# オーヴィル・ヒックマン・ブラウニング

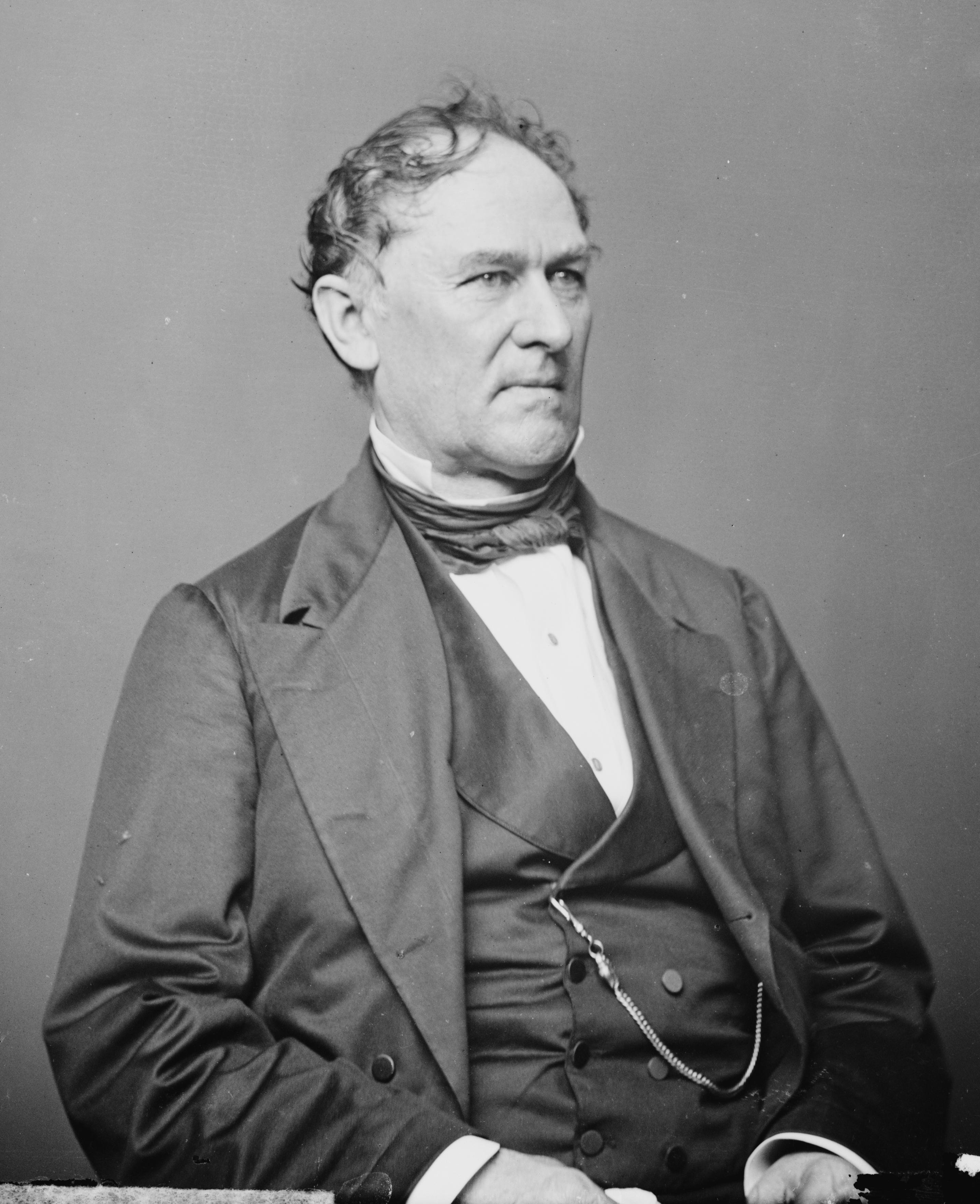
オーヴィル・ヒックマン・ブラウニング

オーヴィル・ヒックマン・ブラウニング（Orville Hickman Browning, 1806年2月10日 - 1881年8月10日）は、アメリカ合衆国の政治家。アンドリュー・ジョンソン政権で第9代アメリカ合衆国内務長官を務めた。

## 生涯
1806年2月10日、ブラウニングはケンタッキー州ハリソン郡のシンシアナにおいて誕生した。ブラウニングは一時期オーガスタ大学で学んだが、学位は取得しなかった。ブラウニングは法律を学び、1831年にケンタッキー州で弁護士として認可を受けた。ブラウニングは同年にケンタッキー州を離れ、イリノイ州クインシーで弁護士業を開業した。
1832年、ブラウニングはイリノイ州志願兵部隊に参加し、ブラック・ホーク戦争を戦った。ブラウニングはその後、政治に積極的に関与し、1836年から1843年までイリノイ州上院議員を務めた。1850年と1852年にはホイッグ党から連邦下院議員に立候補したが、いずれも敗北した。1856年5月、ブラウニングはイリノイ州ブルーミントンで開催されたネブラスカ法案反対会議に、ホイッグ党代表として参加した。その後、奴隷制拡大反対を明確に打ち出した共和党が結成されると、ブラウニングは共和党に合流した。ブラウニングは1860年の共和党全国大会に、イリノイ州代表として参加した。
1861年、連邦上院議員スティーヴン・ダグラスが死亡すると、ブラウニングは欠員充当のため後任の連邦上院議員に選任された。ブラウニングは1862年に再選を目指したが、失敗した。ブラウニングは連邦上院において登録法案委員会委員長を務めた。
1865年にエイブラハム・リンカーン大統領が暗殺され、後任の大統領にアンドリュー・ジョンソンが着任すると、ブラウニングはジョンソン大統領を強く支持した。ブラウニングは南部への寛容な政策を主張し、大統領に近しい相談役となった。1866年8月、内務長官ジェイムズ・ハーランが辞任を表明すると、ジョンソン大統領は後任の内務長官としてブラウニングを指名した。ブラウニングはその要請を受諾し、ジョンソン大統領の任期満了となる1869年3月まで内務長官を務めた。
ブラウニングは内務長官退任後、イリノイ州クインシーに帰郷し、弁護士業を再開した。そして1881年8月10日、ブラウニングはイリノイ州クインシーにおいて死去した。ブラウニングの遺体はクインシー市内のウッドランド墓地に埋葬された。

## 家族
オーヴィル・ヒックマン・ブラウニングの父親はイングランドからの移民の子孫ミカイジャ・ブラウニング (Micaijah Browning, 1775-????)、母親は同じくイングランドからの移民の子孫サラ・ブラウン (Sarah Brown, 1781-1854) であった。
ブラウニングはアイルランドからの移民の子孫エリザ・ハックマン・コルドウェル (Eliza Hackman Caldwell, 1807-1883) と結婚した。2人の間には子供が生まれず、イライザ・スキナー (Eliza Skinner) を養子として迎え入れた。